# Listă de filme despre teorii conspirative
Aceasta este o listă de filme artistice și documentare bazate pe teorii conspirative.

## Lista

### Filme artistice
| Titlu                                         | În română                                 | Regizor                        | Premiera | Note |
| --------------------------------------------- | ----------------------------------------- | ------------------------------ | -------- | --- |
| Angels & Demons                               | Îngeri și demoni                          | Ron Howard                     | 2009     | Bazat pe roman omonim de Dan Brown |
| Antibirth                                     |                                           | Danny Perez                    | 2016     | film de groază. În crearea narațiunii, Perez s-a inspirat și din diverși entuziaști ai teoriei conspirației, precum și de „videoclipuri ciudate de pe YouTube cu OZN-uri”. |
| The Blob                                      | Picătura                                  | Chuck Russell                  | 1988     | Este un film bazate pe teoria conspirației: amenințarea din filmul original din 1958 a fost o entitate extraterestră din spațiul cosmic. Refacerea din 1988 diferă, amenințare este o armă biologică creată de o agenție guvernamentală secretă. Picătura este urmărită îndeaproape de soldați și oameni de știință în costume de protecție. Schimbarea reflectă mentalitatea unei ere mai cinice.                                                          |
| Blow Out                                      | O moarte suspectă                         | Brian De Palma                 | 1981     | În acest film idol, nimeni nu crede povestea lui Jack (John Travolta) care înregistrează într-o noapte, din întâmplare, zgomotul unui accident de mașină - și o conspirație aparent răspândită îi reduce imediat la tăcere fiecare mișcare. |
| Capricorn One                                 | Misiunea Capricorn Unu                    | Peter Hyams                    | 1977     | Cu toate că tematica principală a filmului Capricorn One este cea a unui thriller tipic anilor 1970 despre teoria conspirației guvernamentale, similar filmului ulterior al lui Hyams Outland, povestea a fost inspirată din acuzațiile că aselenizarea Apollo a fost o farsă. |
| Conspiracy 58 (Konspiration 58)               |                                           |                                |          | Mocumentar care examinează mișcarea fictivă KSP58, care susține - Campionatul Mondial de Fotbal 1958 din Suedia nu a avut loc cu adevărat, ci a fost o farsă și există doar în unele emisiuni de televiziune și radio falsificate într-o conspirație între televiziunea americană și suedeză, CIA și FIFA ca parte a Războiului Rece. |
| Conspiracy Theory                             | Teoria conspirației                       | Richard Donner                 | 1997     | Despre Proiectul MKUltra. |
| The Covenant                                  | Covenant                                  | Walter Grauman                 | 1985     | Complotul urmărește un grup de oameni care încearcă să oprească o familie puternică, satanică, care controlează băncile lumii. |
| Creators: The Past                            |                                           | Piergiuseppe Zaia              | 2020     | Filmul oferă o explicație fictivă a motivului pentru care profeția mayașă nu s-a împlinit. Pe măsură ce sosește sfârșitul anului 2012, universul este pe cale să sufere o aliniere planetară extraordinară care va face ca o eclipsă totală să fie vizibilă de pe planeta Pământ. Povestea este despre modul în care destinele omenirii sunt manipulate de o rasă de extratereștri puternici cunoscuți sub numele de Creatori.                              |
| Decoder                                       |                                           | Muscha                         | 1984     | Bill Rice este Jäger, un agent guvernamental angajat pentru a suprima disidenții. Muzicianul F.M. Einheit este angajatul unui restaurant fast-food de hamburgeri numit H-Burger, care descoperă că, prin schimbarea sistemului de sunet la sunete industriale, este posibil să se declanșeze tulburări și o revoluție împotriva puterii iminente a guvernului. Această utopie se bazează pe teoriile lui William S. Burroughs despre Revoluția Electronică. |
| Don't Look Up                                 | Nu priviți în sus                         | Adam McKay                     | 2021     | Mulți oameni cred că este o teorie a conspirației declarațiile oamnilor de știință despre ciocnirea fatală și iminentă a planetei cu o cometă. Aceștia formează mișcarea Nu priviți în sus. |
| Don Peyote                                    |                                           | Michael Canzoniero, Dan Fogler | 2014     | Fogler interpretează rolul lui Warren Allman, un leneș care are o trezire spirituală și devine obsedat de Judecata de Apoi și teoriile conspirației. |
| Fateful Findings                              |                                           | Neil Breen                     | 2012     | Un informatician/romancier se reîntâlnește cu prietenul său din copilărie, accesează bazele de date guvernamentale și se confruntă cu consecințele groaznice și fatidice ale acțiunilor mistice pe care le-a însușit din copilărie. |
| Grey Wolf: The Escape of Adolf Hitler         |                                           | Gerrard Williams               | 2014     | Adolf Hitler, cel mai mare criminal din istorie, a scăpat din ruinele Berlinului și a fugit împreună cu iubita sa însărcinată, Eva Braun, și alți câțiva oficiali naziști pentru a trăi în adâncurile Patagoniei, Argentina, unde a murit în 1962. |
| Gumnaami                                      |                                           | Srijit Mukherji                | 2019     | Despre moartea misterioasă a lui Subhas Chandra Bose în 1945. |
| Harodim                                       |                                           |                                |          | |
| I Am Semiramis                                |                                           |                                |          | |
| JFK                                           |                                           |                                |          | |
| The Lincoln Conspiracy                        |                                           |                                |          | |
| The Manchurian Candidate                      | Candidatul manciurian (Candidatul altora) | Jonathan Demme                 | 2004     | Despre manipulări, tehnici de spălare a creierului. După roman de Richard Condon. |
| Moonwalkers                                   |                                           |                                |          | |
| Operation Avalanche                           |                                           |                                |          | |
| The Parallax View                             |                                           |                                |          | |
| The Philadelphia Experiment                   |                                           |                                | 2012     | |
| The Philadelphia Experiment                   | Experimentul Philadelphia                 |                                | 1984     | |
| Prim, el asesinato de la calle del Turco      |                                           |                                |          | |
| The Secret                                    |                                           |                                | 1974     | |
| The Seed                                      |                                           |                                |          | |
| The Tashkent Files                            |                                           |                                |          | |
| Three Days of the Condor                      |                                           |                                |          | |
| Tribulation 99: Alien Anomalies Under America |                                           |                                |          | |
| Under the Silver Lake                         |                                           |                                |          | |
| Who Killed Atlanta's Children?                |                                           |                                |          | |
| Winter Kills                                  |                                           |                                | 1979     | [ 24 ] |

### Filme documentare
| Titlu                                                 | În română                              | Regizor                             | Premiera | Note |
| ----------------------------------------------------- | -------------------------------------- | ----------------------------------- | -------- | --- |
| 7/7 Ripple Effect                                     |                                        | John Hill                           | 2007     | Despre atentatele din 7 iulie 2005 de la Londra. |
| 911: In Plane Site                                    |                                        | William Lewis                       | 2004     | Despre atentatele din 11 septembrie 2001 |
| A Funny Thing Happened on the Way to the Moon         |                                        |                                     | 2001     | Filmul afirmă că cele șase aselenizări, între 1969 și 1972, au fost false elaborate de guvernul Statelor Unite, inclusiv NASA. |
| A Glitch in the Matrix                                |                                        |                                     | 2021     | Filmul dezbate ideea că realitatea înconjurătoare e doar o simulație. |
| Absolute Proof                                        |                                        | Mike Lindell                        | 2021     | Mike Lindell promovează teoria conspirației conform căreia Donald Trump a câștigat alegerile prezidențiale din 2020 în locul lui Joe Biden |
| Absolute Interference                                 |                                        | Mike Lindell (scenariul)            | 2021     | Mike Lindell discută cu invitații teoria sa conform căreia alegerile din 2020 au fost deturnate de agenți străini. |
| After Truth: Disinformation and the Cost of Fake News |                                        | Andrew Rossi                        | 2020     | Filmul documentar analizează efectele campaniilor de dezinformare care au loc pe rețelele de socializare și impactul unor binecunoscute teorii ale conspirației, de la teoriile nașterii lui Barack Obama și Jade Helm, la Seth Rich și Pizzagate, precum și unele dintre personalitățile majore și minore implicate. |
| Alien Autopsy: Fact or Fiction                        | Autopsia extraterestrului              | Tom McGough                         | 1995     | Despre veridicitatea filmului alb-negru de 17 minute despre care se presupune că prezintă un examen medical secret sau o autopsie a unui extraterestru de către armata Statelor Unite. |
| America: Freedom to Fascism                           |                                        | Aaron Russo                         | 2006     | Acoperă o varietate de subiecte despre care Russo susține că le dăunează americanilor. Subiectele incluse sunt Agenția de Administrare Fiscală a Statelor Unite (IRS), impozitul pe venit, Sistemul Federal de Rezerve al Statelor Unite ale Americii, cărțile de identitate naționale (REAL ID Act), microcipuri RFID implantate de oameni, aparate electronice de vot Diebold , globalizarea, Big Brother, abuzul de arme cu electroșocuri și utilizarea terorismului de către guvern ca mijloc de diminuare a drepturilor cetățenilor. |
| Astronauts Gone Wild                                  |                                        | Bart Sibrel                         | 2004     | Filmul consideră cele șase aterizări Apollo pe Lună din anii 1960 și 1970 au fost farse elaborate. |
| Buy Now! The Shopping Conspiracy                      | Cumpără acum: Conspirația shoppingului | Nic Stacey                          | 2024     | Prezintă modul în care marile companii cu mărci de top încearcă să-i determine pe consumatori să cumpere mai multe lucruri și cum ascund adevărul despre reciclare. |
| El camino de Santiago                                 |                                        |                                     | 2018     | |
| The Clinton Chronicles                                |                                        |                                     |          | |
| Conspiracy Files                                      |                                        |                                     |          | |
| Do You Trust This Computer?                           | Aveți încredere în acest computer?     | Chris Paine                         | 2018     | Filmul prezintă beneficiile și mai ales pericolele inteligenței artificiale. Prezintă interviuri cu o serie de persoane proeminente din domeniul cercetării IA, cum ar fi Ray Kurzweil, Elon Musk și Jonathan Nolan. |
| Dreams from My Real Father                            |                                        |                                     |          | |
| The End of Poverty?                                   |                                        |                                     |          | |
| Endgame                                               | Joc final                              |                                     | 2007     | |
| Food Matters                                          |                                        |                                     |          | |
| The Greenhouse Conspiracy                             |                                        |                                     |          | |
| An Inconsistent Truth                                 |                                        |                                     |          | |
| JFK: 3 Shots That Changed America                     |                                        |                                     |          | |
| Kurt & Courtney                                       |                                        |                                     |          | |
| The Light Bulb Conspiracy (Pyramids of Waste)         |                                        |                                     | 2010     | Despre conspirația uzurii morale planificate. |
| Loose Change                                          |                                        |                                     |          | |
| Mirage Men                                            |                                        |                                     |          | |
| Montauk Chronicles                                    |                                        |                                     |          | |
| New World Order                                       |                                        |                                     | 2009     | |
| Reconstruction                                        |                                        |                                     | 2001     | |
| Revenge of the Electric Car                           |                                        | Chris Paine                         | 2011     | Filmul urmărește patru antreprenori din 2007 până la sfârșitul anului 2010 în timp ce luptă pentru a aduce mașina electrică înapoi pe piața mondială în mijlocul recesiunii globale din 2008. |
| Room 237                                              |                                        |                                     | 2012     | |
| Sirius                                                |                                        |                                     | 2013     | |
| Something Happened                                    |                                        |                                     |          | |
| Thrive                                                |                                        | Steve Gagné, Kimberly Carter Gamble | 2011     | Prezintă o teorie a conspirației despre o presupusă ocultă mondială care ar dori dominația lumii prin control absolut și guvern mondial. |
| Unlawful Killing                                      |                                        | Keith Allen                         | 2011     | Film despre moartea Dianei, Prințesă de Wales și a lui Dodi Fayed la 31 august 1997. |
| Waco, the Big Lie                                     |                                        | Linda Thompson                      | 1993     | Despre Asediul de la Waco. |
| Who Killed the Electric Car?                          | Cine a omorât mașina electrică?        | Chris Paine                         | 2006     | Filmul prezintă o teorie conspirativă conform căreia companiile auto, industria petrolieră, guvernul american au un interes în producerea de autoturisme consumatoare de carburanți produși din petrol și limitarea tehnologiei producătoare de automobile electrice. General Motors a produs General Motors EV1 (un autoturism electric) în 1996 care a fost scos de pe piață în 2003. O teorie prezentată în documentar este că programul EV1 a fost eliminat deoarece a amenințat industria petrolieră.                                |
| Who Killed Nancy?                                     |                                        | Alan G. Parker                      | 2009     | Filmul examinează posibilitatea ca Sid Vicious să nu fi fost responsabil pentru moartea lui Nancy Spungen. |
| Zeitgeist: The Movie                                  |                                        | Peter Joseph                        | 2007     | Filmul prezintă religiile monoteiste (creștinism, islamism, iudaism), atentatele din 11 septembrie 2001 și Rezerva Federală americană ca fiind instrumente de control social, sclavie prin îndatorare și dominație globală. |
| Zeitgeist: Addendum                                   |                                        | Peter Joseph                        | 2008     | |
| Zeitgeist: Moving Forward                             |                                        | Peter Joseph                        | 2011     | |
| Zeitgeist: Beyond the Pale                            |                                        | Peter Joseph                        | 2012     | |